# 本篤六世
教宗本篤六世（拉丁語：Benedictus PP. VI；？—974年）於973年1月19日至974年7月出任教宗。他因神聖羅馬帝國奧托一世的支持而岀任教宗，然而在奧托死後被羅馬當地貴族克瑞森家族扶植的對立教宗博義七世取代並入獄，且在974年6月時於監牢中遭到絞死。而後繼位為神聖羅馬帝國的奧托二世皇帝為其平反，改任命本篤七世擔任教宗，博義七世逃亡。

## 譯名列表
- 本篤六世：天主教香港教區禮儀委員會：禧年專頁 （页面存档备份，存于）、香港天主教教區檔案　歷任教宗、《大英簡明百科知識庫》2005年版[永久] 作本篤。
- 本尼狄克六世：《世界人名翻譯大辭典》1993年版作本尼狄克。